# Chilly, Haute-Savoie
Chilly este o comună în departamentul Haute-Savoie din sud-estul Franței. În 2009 avea o populație de 1.100 de locuitori.

## Evoluția populației
| An        | 1975 | 1982 | 1990 | 1999 | 2006  | 2009  |
| --------- | ---- | ---- | ---- | ---- | ----- | ----- |
| Populație | 626  | 669  | 740  | 939  | 1.082 | 1.100 |